# Società Ginnastica Pro Lissone 1919-1920
Questa voce raccoglie le informazioni riguardanti la Società Ginnastica Pro Lissone nelle competizioni ufficiali della stagione 1919-1920.
La Pro Lissone scese in campo per tutta la stagione con una maglia a strisce orizzontali bianco-azzurre.

## Rosa
| N. |                   | Ruolo | Calciatore        |
| -- | ----------------- | ----- | ----------------- |
|    | Italia (bandiera) | A     | Agostoni          |
|    | Italia (bandiera) | D     | Elviro Arosio     |
|    | Italia (bandiera) | A     | Angelo Baretti    |
|    | Italia (bandiera) | C     | Felice Brugola    |
|    | Italia (bandiera) | C     | Giovanni Cavina   |
|    | Italia (bandiera) | C     | Colombo           |
|    | Italia (bandiera) | C     | Falliva           |
|    | Italia (bandiera) | A     | Egidio Fossati    |
|    | Italia (bandiera) | D     | Egidio Galimberti |
|    | Italia (bandiera) | P     | Imarisio          |

| N. |                   | Ruolo | Calciatore                   |
| -- | ----------------- | ----- | ---------------------------- |
|    | Italia (bandiera) | A     | Domenico Mazzilli            |
|    | Italia (bandiera) | D     | Giovanni Mazzoni             |
|    | Italia (bandiera) | A     | Pesce (I)                    |
|    | Italia (bandiera) | A     | Pesce (II)                   |
|    | Italia (bandiera) | P     | Angelo Piffarerio            |
|    | Italia (bandiera) | C     | Redaelli                     |
|    | Italia (bandiera) | A     | Fioravante Santambrogio (II) |
|    | Italia (bandiera) | C     | Luigi Santambrogio (I)       |
|    | Italia (bandiera) | C     | Santambrogio (III)           |
|    | Italia (bandiera) | A     | Attilio Scotti               |